# Threskiornis
Threskiornis is een geslacht van vogels uit de familie van de ibissen en lepelaars (Threskiornithidae). Het geslacht komt voor in de warmere gebieden van de Oude Wereld.

## Soorten
Het geslacht kent de volgende soorten:
- Threskiornis aethiopicus – Heilige ibis
- Threskiornis bernieri – Madagaskaribis
- Threskiornis melanocephalus – Indische witte ibis
- Threskiornis molucca – Australische witte ibis
- Threskiornis spinicollis – Strohalsibis

### Uitgestorven soorten
- † Threskiornis solitarius – Réunionibis